# Kraatziana conradti
Kraatziana conradti is een keversoort uit de familie somberkevers (Zopheridae). De wetenschappelijke naam van de soort werd in 1934 gepubliceerd door Maurice Pic.